# Tresa Rüthers-Seeli
Tresa Rüthers-Seeli (* 28. September 1931 in Falera, Graubünden) ist eine Schweizer Lyrikerin, die in rätoromanischer Sprache schreibt.

## Leben
Tresa Seeli entstammt einer Bündner Bergbauernfamilie und hat vier Schwestern, die, anders als damals üblich, eine Berufsausbildung erhielten, weil sie nicht für die Finanzierung der Ausbildung von Brüdern in Hotels oder Haushalten arbeiten mussten. Nach der Sekundarschule in Ilanz wurde sie zunächst Lehrerin für Textiles Gestalten, arbeitete längere Zeit als Aupair in Paris, gab Kurse in der Frauenbildung der Kantone Uri und Graubünden, leitete ein Jahr die Bergheimatschule Gurtnellen und ging dann zur Ausbildung als Sozialarbeiterin an die soziale Frauenschule nach Luzern.
Nach der Heirat mit Bernd Rüthers 1962 lebte sie in Stuttgart, Münster, Berlin und bei Konstanz, wo sie als Buchhändlerin arbeitete. 1963 wurde ihre Tochter Monica geboren, die osteuropäische Geschichte an der Universität Hamburg lehrt.

## Werk
Seit den 1950er Jahren veröffentlichte sie (zunächst unter dem Pseudonym «Melania») Lyrik und Prosa in romanischen Zeitschriften und Anthologien. Unter ihrem Namen erschienen die Lyrikbände Tras melli veiders (1987) und Jeu sai … e sai da nuot (romanisch und deutsch, 2003). Die deutsche Übersetzung besorgte Mevina Puorger. Nach wenigen Monaten erschien die zweite Auflage.
2015 erschien die  rumänische Übersetzung Stiu si nu stiu nimic ihres Buches Ich weiss und weiss von nicht von Adina Lucia Nistor, Cluj-Napoca, Casa Cartii de Stinta ISBN 978-606-17-0865-9.

## Ehrungen und Auszeichnungen
Das Buch wurde mit einem Preis des Kantons Graubünden und mit dem Schillerpreis der Schweizerischen Schillergesellschaft 2004 ausgezeichnet. 2001 nahm sie als Vertreterin der Schweiz am Festival Mondial de Poesia in Medellín teil. 2006 erschien ein Band von 40 Gedichten zweisprachig in Rätoromanisch und Serbo-kroatisch unter dem Titel Ein Herz aus Glas, der bei dem internationalen „Festival der Poesie“ im September 2006 in Smederevo bei Belgrad vorgestellt wurde. Übersetzer ist der serbische Lyriker Zlatko Krasni.

## Bücher
- Tras melli veiders. Mustèr: Desertina, 1987.
- Jeu sai e sai da nuot. Trun: Romania, 2003.
- Aunc melli stads/Noch tausend Sommer. Chur: Chasa editura rumantscha, 2015.